# Lon A. Scott

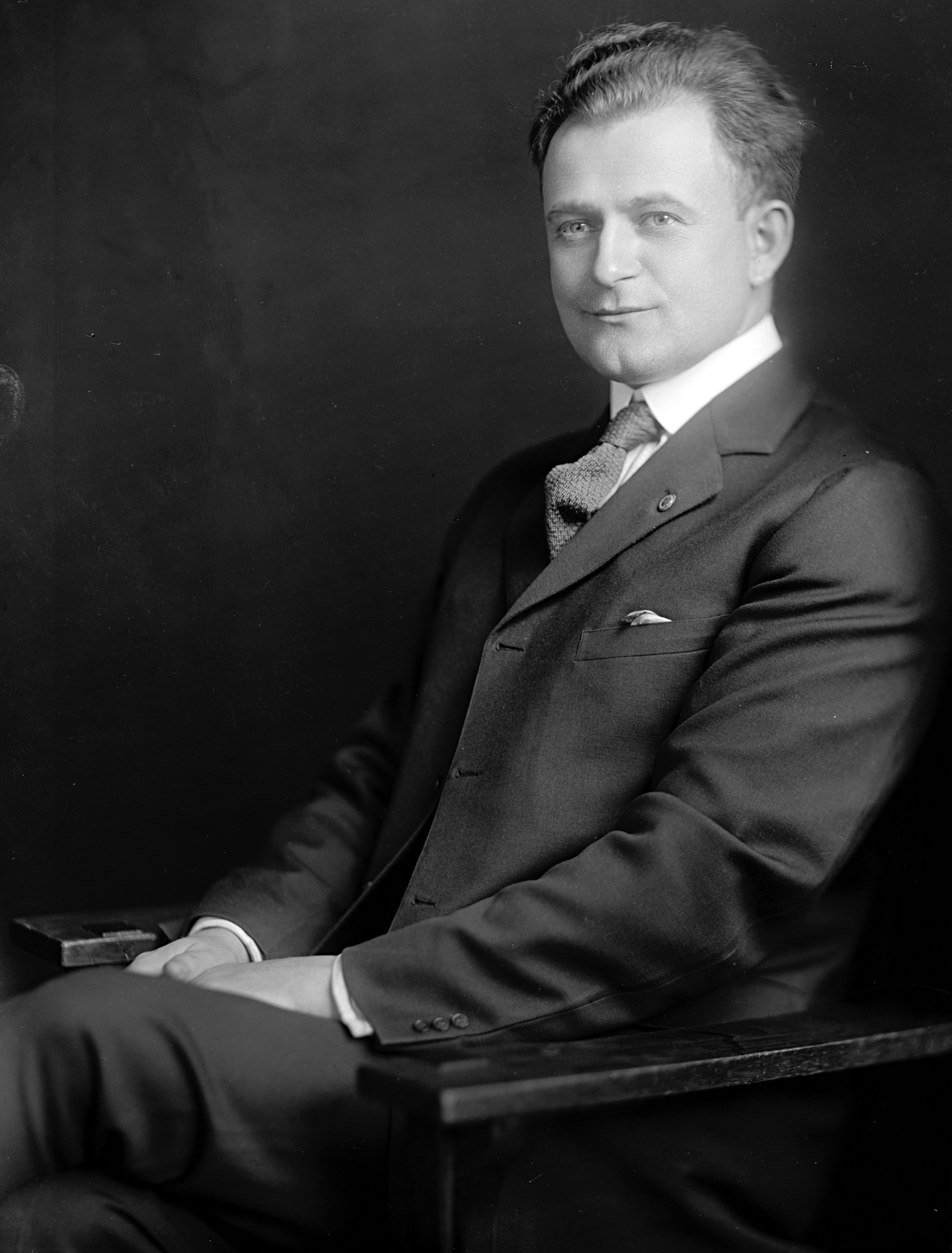
Lon A. Scott

Lon Allen Scott (* 25. September 1888 bei Cypress Inn, Wayne County, Tennessee; † 11. Februar 1931 in Savannah, Tennessee) war ein US-amerikanischer Politiker. Zwischen 1921 und 1923 vertrat er den Bundesstaat Tennessee im US-Repräsentantenhaus.

## Werdegang
Noch während seiner Kindheit zog Lon Scott mit seinen Eltern in das Hardin County, wo er die öffentlichen Schulen und das Savannah Institute besuchte. Anschließend studierte er bis 1915 an der Cumberland University in Lebanon Jura. Danach arbeitete er aber nicht als Jurist. Er wurde im Handel, in der Immobilienbranche und im Holzgeschäft tätig. Gleichzeitig begann er als Mitglied der Republikanischen Partei eine politische Laufbahn. Zwischen 1913 und 1917 war er Abgeordneter im Repräsentantenhaus von Tennessee, wo er seit 1915 die republikanische Fraktion leitete. Während des Ersten Weltkrieges diente Scott als Leutnant im United States Marine Corps.
Bei den Kongresswahlen des Jahres 1920 wurde Scott im achten Wahlbezirk von Tennessee in das US-Repräsentantenhaus in Washington, D.C. gewählt, wo er am 4. März 1921 die Nachfolge von Thetus W. Sims antrat. Da er im Jahr 1922 nicht bestätigt wurde, konnte er bis zum 3. März 1923 nur eine Legislaturperioden im Kongress absolvieren. Nach seinem Ausscheiden aus dem US-Repräsentantenhaus nahm Scott seine früheren geschäftlichen Tätigkeiten wieder auf. Er lebte bis zu seinem Tod am 11. Februar 1931 in Savannah.